# Базард, Кевин
Кевин Марк Базард — британский математик, профессор Имперского колледжа Лондона, специалист в алгебраической теории чисел.

## Биография
Участвовал в Международной математической олимпиаде, где выиграл бронзовую медаль в 1986 году и золотую медаль с отличным результатом в 1987 году.
Получил степень бакалавра по математике в Тринити-колледж, Кембридж.
Защитил диссертацию под руководством Ричарда Тейлора.
С 1998 года читал лекции в Имперском колледже Лондона.
С октября по декабрь 2002 года он занимал должность приглашенного профессора в Гарвардском университете, ранее работал в Институте перспективных исследований Принстона (1995), Калифорнийском университете в Беркли (1996-7) и Институте Анри Пуанкаре в Париже (2000).
В 2017 году он запустил проект виртуальный студент, который продвигал использование компьютерных систем проверки доказательств в будущих исследованиях по чистой математике.

## Признание
- Премия Уайтхеда Лондонского математического общества 2002 год, за выдающуюся работу в области теории чисел[5] и премии Старшего Бервика в 2008 году[6]

- Приглашёный докладчик на Международном конгрессе математиков в 2022 году[7]